# 比森特·拉蒙·罗卡
比森特·拉蒙·罗卡·罗德里格斯（西班牙語：Vicente Ramón Roca Rodriguez，1792年—1858年），厄瓜多尔总统（1845-1849），自由党成员。